# Ministerio de Salud (Argentina)
El Ministerio de Salud (MSAL) es el organismo público de la República Argentina encargado de atender las cuestiones administrativas relacionadas con el servicio de salud, entre ellas las cuestiones de epidemiología, campañas de vacunación, control sanitario de las fronteras, registro de los profesionales de la salud y el banco de drogas, entre otras. 
La salud en la Argentina es una facultad de las provincias no delegada a la Nación. Si bien la Nación, desde fines del siglo XIX, creó hospitales públicos, la tendencia en los últimos años es que sean las provincias los que administren directamente los centros de salud pública. El Ministerio de Salud es el encargado de coordinar las reuniones del Consejo Federal de Salud (COFESA).

## Competencias
De acuerdo a la Ley 22 520, sus competencias son «asistir al Presidente de la Nación y al Jefe de Gabinete de Ministros, en orden a sus competencias en todo lo inherente a la salud de la población, y a la promoción de conductas saludables de la comunidad…»

## Estructura
El Ministerio de Salud se organiza de la siguiente forma:
- Unidad Gabinete de Asesores
- Secretaría de Gestión Administrativa
- Secretaría de Gestión Sanitaria 
  - Subsecretaría de Planificación y Programación Sanitaria
  - Subsecretaría de Relaciones Sectoriales y Articulación
  - Subsecretaría de Institutos y Fiscalización
    - Hospital Nacional “Prof. Alejandro Posadas”
    - Hospital Nacional “Dr. Baldomero Sommer”
    - Hospital Nacional en Red Especializado en Salud Mental y Adicciones “Lic. Laura Bonaparte”
    - Hospital Nacional y Comunidad “Dr. Ramón Carrillo”
    - Instituto Nacional de Rehabilitación Psicofísica del Sur “Dr. Juan O. Tesone”

  - Subsecretaría de Vigilancia Epidemiológica, Información y Estadísticas de Salud
  - Comisión Nacional de Evaluación de Tecnologías Sanitarias y Excelencia Clínica
  - Instituto Nacional Central Único Coordinador de Ablación e Implante
- Secretaría de Políticas Integrales sobre Drogas de la Nación Argentina
  - Subsecretaría de Atención y Acompañamiento en Materia de Drogas
  - Subsecretaría de Prevención, Investigación y Estadísticas en Materia de Drogas
- Superintendencia de Servicios de Salud
- Administración Nacional de Laboratorios e Institutos de Salud "Dr. Carlos G. Malbrán"
- Administración Nacional de Medicamentos, Alimentos y Tecnología Médica
- Instituto Nacional de Servicios Sociales para Jubilados y Pensionados
- Agencia Nacional de Discapacidad

## Historia

### Antecedentes
A fines del siglo XIX, se creó el Departamento Nacional de Higiene (por ley n.º 2829 del 30 de septiembre de 1891).
El 21 de octubre de 1943, por decreto n.º 12 311 del presidente de facto Pedro Pablo Ramírez, se creó la Dirección Nacional de Salud Pública y Asistencia Social, dependiente del Ministerio del Interior. Por tener atribuciones superpuestas con la dirección nacional, el 23 de diciembre de 1944 el Poder Ejecutivo eliminó el Departamento Nacional de Higiene y sus organismos dependientes. Posteriormente, el 23 de mayo de 1946, se creó sobre la base de la dirección nacional la Secretaría de Salud Pública (por decreto n.º 14 807 del presidente de facto Edelmiro J. Farrell).

### Ministerio de Salud
Tras la reforma constitucional de 1949, se amplió el gabinete nacional y el área de salud pasó a constituir un ministerio. Por intermedio de la ley n.º 13 529, sancionada el 7 de julio de 1949 y promulgada el 8 de julio del mismo año, se estableció el Ministerio de Salud Pública. Su primer titular fue Ramón Carrillo. Luego por ley n.º 14 303, sancionada el 25 de junio de 1954 y promulgada el 28 de julio del mismo año, se reestructuró el gabinete; y se constituyó el Ministerio de Asistencia Social y Salud Pública.
En 1966 el presidente de facto Juan Carlos Onganía redujo el gabinete a cinco ministerios (ley n.º 16 956 del 23 de septiembre de 1966); el Ministerio de Asistencia Social y Salud Pública desapareció y se creó la Secretaría de Salud Pública, dependiente del Ministerio de Bienestar Social. El 27 de marzo de 1981, por ley n.º 22 450 del presidente de facto Jorge Rafael Videla, se creó el Ministerio de Salud Pública y Medio Ambiente. Asimismo, se creó el Ministerio de Acción Social.
El 8 de diciembre de 1983, durante la recuperación de la democracia y la asunción del presidente Raúl Alfonsín, el presidente de facto Reynaldo Benito Bignone dictó la ley n.º 23 023, modificando el gabinete; la cartera pasó a denominarse Ministerio de Salud y Acción Social.
El 10 de diciembre de 1999, cuando asumía el presidente Fernando de la Rúa, se sancionó y promulgó la ley n.º 25 233; el ministerio se desdobló en dos separados: el Ministerio de Salud y el Ministerio de Desarrollo Social y Medio Ambiente. Durante la crisis de 2001, el presidente provisional del Senado en ejercicio del Poder Ejecutivo Ramón Puerta designó un ministro de Infraestructura y Vivienda e interinamente a cargo de los Ministerios de Economía, de Desarrollo Social y Medio Ambiente, de Salud, de Trabajo, Empleo y Formación de Recursos Humanos y de Seguridad Social (decreto n.º 11 del 21 de diciembre de 2001). Durante los ocho días que duró la presidencia de Adolfo Rodríguez Saa no se designó ministro. En 2002, el presidente Eduardo Duhalde unificó dos funciones para crear el Ministerio de Salud y Ambiente. En 2007, la presidenta Cristina Fernández desdobló las funciones y volvió a crear el Ministerio de Salud.
El 5 de septiembre de 2018, mediante el Decreto PEN 801/2018 el presidente Mauricio Macri reorganizó la ley de ministerios y volvió a mantener bajo un mismo ministerio las carteras de Salud y Desarrollo Social, con la denominación de Ministerio de Salud y Desarrollo Social. El cual quedó a cargo de la antigua ministra de Desarrollo Social (Carolina Stanley); mientras que el antiguo ministro de Salud (Adolfo Rubinstein) pasó a ser secretario de Salud dentro del Ministerio presidido por Carolina Stanley. Los cambios se dieron en una modificación del gabinete nacional que redujo de 22 a 10 la cantidad de ministerios.
El 10 de diciembre de 2019, el presidente Alberto Fernández, la cartera volvió  a tener rango de Ministerio de Salud. Ginés González García fue designado ministro. En 2021 González García fue reemplazado en el cargo por la hasta entonces secretaria de Acceso a la Salud y viceministra, Carla Vizzotti.
El gobierno de Javier Milei inicialmente pretendía eliminar el ministerio, que pasaría a depender del Ministerio de Capital Humano. Finalmente no lo hizo, y nombró a Mario Russo, a quien reemplazó por Mario Lugones cuando este perdió el favor de Santiago Caputo. Lugones impulsó despidos en el Hospital Laura Bonaparte y fue acusado de desmantelar el Programa Nacional de Cuidados Paliativos del Instituto Nacional del Cáncer, que garantiza medicamentos para combatir el dolor en pacientes terminales. Las denuncias fueron disputadas por el ministerio, que ante una consulta del diario La Nación respondió: “El ministerio garantiza las funciones de acuerdo con la Ley de Cuidados Paliativos”. Luego anunció el cierre de dicho instituto, cuyas funciones serían absorbidas por el Ministerio de Salud.

### Organismos dependientes
El 20 de agosto de 1992, por decreto n.º 1490 del presidente Carlos Saúl Menem, se creó la Administración Nacional de Medicamentos, Alimentos y Tecnología Médica (ANMAT), dependiente del Ministerio de Salud y Acción Social (a través de la Secretaría de Salud). Posteriormente, por decreto n.º 1628 del 23 de diciembre de 1996, se constituyó la Administración Nacional de Laboratorios e Institutos de Salud «Dr. Carlos G. Malbrán» (ANLIS).
A través de la ley n.º 27 113, sancionada el 17 de diciembre de 2014 y promulgada el 20 de enero de 2015 (y publicada en el Boletín Oficial el 1 de agosto de 2015), se creó en la órbita del Ministerio de Salud la Agencia Nacional de Laboratorios Públicos (ANLAP).

## Organización
Todos los ministros de Salud desde su creación en 1949.
| Ministerio                        | N.º                        | Ministro                                     | Partido                                      | Partido                                       | Periodo                                            | Presidente                                 |
| --------------------------------- | -------------------------- | -------------------------------------------- | -------------------------------------------- | --------------------------------------------- | -------------------------------------------------- | ------------------------------------------ |
| Salud Pública                     | 1                          | Ramón Carrillo                               |                                              | Partido Peronista                             | 11 de marzo de 1949 - 27 de julio de 1954          | Juan Domingo Perón                         |
| Salud Pública                     | 2                          | Raúl Conrado Bevacqua                        |                                              | Partido Peronista                             | 27 de julio de 1954 - 21 de septiembre de 1955     | Juan Domingo Perón                         |
| Asistencia Social y Salud Pública | 3                          | Héctor Noblía                                |                                              | Unión Cívica Radical Intransigente            | 1 de mayo de 1958 - 26 de marzo de 1962            | Arturo Frondizi                            |
| Asistencia Social y Salud Pública | 4                          | Tiburcio Padilla                             |                                              | Unión Cívica Radical Intransigente            | 26 de marzo de 1962 - 29 de marzo de 1962          | Arturo Frondizi                            |
| Asistencia Social y Salud Pública | 4                          | Tiburcio Padilla                             | 29 de marzo de 1962 - 1 de julio de 1963     | Unión Cívica Radical Intransigente            | José María Guido                                   |                                            |
| Asistencia Social y Salud Pública | 5                          | Horacio Rodríguez Castells                   |                                              | Independiente                                 | José María Guido                                   | 1 de julio de 1963 - 12 de octubre de 1963 |
| Asistencia Social y Salud Pública | 6                          | Arturo Oñativia                              |                                              | Unión Cívica Radical del Pueblo               | 12 de octubre de 1963 - 28 de junio de 1966        | Arturo Umberto Illia                       |
| Salud Pública y Medio Ambiente    |                            |                                              |                                              |                                               |                                                    |                                            |
| 7                                 | Amílcar Argüelles          |                                              | Militar                                      | 29 de marzo de 1981 - 12 de diciembre de 1981 | Roberto Eduardo Viola                              |                                            |
| 8                                 | Horacio Rodríguez Castells |                                              | Independiente                                | 22 de diciembre de 1981 - 1 de julio de 1982  | Leopoldo Fortunato Galtieri                        |                                            |
| 8                                 | Horacio Rodríguez Castells | 2 de julio de 1982 – 10 de diciembre de 1983 | Independiente                                | Reynaldo Bignone                              |                                                    |                                            |
| Salud y Acción Social             | 9                          | Aldo Neri                                    |                                              | Unión Cívica Radical                          | 10 de diciembre de 1983 - 15 de abril de 1986      | Raúl Alfonsín                              |
| Salud y Acción Social             | 10                         | Conrado Storani                              |                                              | Unión Cívica Radical                          | 15 de abril de 1986 - 16 de septiembre de 1987     | Raúl Alfonsín                              |
| Salud y Acción Social             | 11                         | Ricardo Barrios Arrechea                     |                                              | Unión Cívica Radical                          | 16 de septiembre de 1987 - 26 de mayo de 1989      | Raúl Alfonsín                              |
| Salud y Acción Social             | 12                         | Enrique Beveraggi                            |                                              | Unión Cívica Radical                          | 26 de mayo de 1989 - 8 de julio de 1989            | Raúl Alfonsín                              |
| Salud y Acción Social             | 13                         | Julio Corzo                                  |                                              | Partido Justicialista                         | 8 de julio de 1989 - 23 de septiembre de 1989      | Carlos Menem                               |
| Salud y Acción Social             | 14                         | Antonio Erman González                       |                                              | Partido Justicialista                         | 23 de septiembre de 1989 - 14 de diciembre de 1989 | Carlos Menem                               |
| Salud y Acción Social             | 15                         | Eduardo Bauzá                                |                                              | Partido Justicialista                         | 15 de diciembre de 1989 - 20 de septiembre de 1990 | Carlos Menem                               |
| Salud y Acción Social             | 16                         | Alberto Kohan                                |                                              | Partido Justicialista                         | 20 de septiembre de 1990 - 16 de enero de 1991     | Carlos Menem                               |
| Salud y Acción Social             | 17                         | Avelino Porto                                |                                              | Independiente                                 | 16 de enero de 1991 - 3 de diciembre de 1991       | Carlos Menem                               |
| Salud y Acción Social             | 18                         | Julio César Aráoz                            |                                              | Partido Justicialista                         | 3 de diciembre de 1991 - 22 de abril de 1993       | Carlos Menem                               |
| Salud y Acción Social             | 19                         | Alberto José Mazza                           |                                              | Partido Justicialista                         | 22 de abril de 1993 - 10 de diciembre de 1999      | Carlos Menem                               |
| Salud y Acción Social             | 20                         | Héctor Lombardo                              |                                              | Unión Cívica Radical                          | 10 de diciembre de 1999 - 20 de diciembre de 2001  | Fernando de la Rúa                         |
| Salud y Ambiente                  | 21                         | Ginés González García                        |                                              | Partido Justicialista                         | 2 de enero de 2002 - 25 de mayo de 2003            | Eduardo Duhalde                            |
| Salud y Ambiente                  | 21                         | Ginés González García                        | 25 de mayo de 2003 - 10 de diciembre de 2007 | Partido Justicialista                         | Néstor Kirchner                                    |                                            |
| Salud                             | 22                         | Graciela Ocaña                               |                                              | Independiente                                 | 10 de diciembre de 2007 - 29 de junio de 2009      | Cristina Fernández de Kirchner             |
| Salud                             | 23                         | Juan Luis Manzur                             |                                              | Partido Justicialista                         | 29 de junio de 2009 - 26 de febrero de 2015        | Cristina Fernández de Kirchner             |
| Salud                             | 24                         | Daniel Gollán                                |                                              | Partido Justicialista                         | 26 de febrero de 2015 - 9 de diciembre de 2015     | Cristina Fernández de Kirchner             |
| Salud                             | 25                         | Jorge Lemus                                  |                                              | Independiente                                 | 10 de diciembre de 2015 - 21 de noviembre de 2017  | Mauricio Macri                             |
| Salud                             | 26                         | Adolfo Rubinstein                            |                                              | Unión Cívica Radical                          | 21 de noviembre de 2017 - 5 de septiembre de 2018  | Mauricio Macri                             |
| Salud y Desarrollo Social         | 27                         | Carolina Stanley                             |                                              | Propuesta Republicana                         | 5 de septiembre de 2018 - 10 de diciembre de 2019  | Mauricio Macri                             |
| Salud                             | 28                         | Ginés González García                        |                                              | Partido Justicialista                         | 10 de diciembre de 2019 - 19 de febrero de 2021    | Alberto Fernández                          |
| Salud                             | 29                         | Carla Vizzotti                               |                                              | Independiente                                 | 20 de febrero de 2021 - 10 de diciembre de 2023    | Alberto Fernández                          |
| Salud                             | 30                         | Mario Russo                                  |                                              | Independiente                                 | 10 de diciembre de 2023 - 27 de septiembre de 2024 | Javier Milei                               |
| Salud                             | 31                         | Mario Lugones                                |                                              | La Libertad Avanza                            | desde 27 de septiembre de 2024                     | Javier Milei                               |

Secretarios ministeriales desde el 10 de diciembre de 2023
| Secretaría Ministerial                                                 | Titular                | Período                 | Período               | Partido | Partido               | Referencia |
| Secretaría Ministerial                                                 | Titular                | Inicio                  | Final                 | Partido | Partido               | Referencia |
| ---------------------------------------------------------------------- | ---------------------- | ----------------------- | --------------------- | ------- | --------------------- | ---------- |
| Secretaría de Gestión Administrativa                                   | Gustavo Panera         | 22 de diciembre de 2023 | 01 de mayo de 2024    |         | Ind.                  | [ 43 ]     |
| Secretaría de Gestión Administrativa                                   | Cecilia Loccisano      | 01 de mayo de 2024      | En el cargo           |         | La Libertad Avanza    | [ 44 ]     |
| Secretaría de Gestión Sanitaria                                        | Andrés Scarsi          | 4 de enero de 2024      | 1 de junio de 2024    |         | Ind.                  | [ 45 ]     |
| Secretaría de Gestión Sanitaria                                        | Pablo Bertoldi Hepburn | 1 de junio de 2024      | 16 de octubre de 2024 |         | Ind.                  | [ 46 ]     |
| Secretaría de Gestión Sanitaria                                        | Alejandro Vilches      | 16 de octubre de 2024   | En el cargo           |         | Ind.                  | [ 47 ]     |
| Secretaría de Políticas Integrales sobre Drogas de la Nación Argentina | Roberto Moro           | 4 de enero de 2024      | En el cargo           |         | Partido Justicialista | [ 48 ]     |

## Sede
El Ministerio de Salud tiene su sede en el ex-Ministerio de Obras Públicas, en Avenida 9 de Julio 1925, Ciudad Autónoma de Buenos Aires. Dicho edificio luce, en sus fachadas norte y sur, los murales de María Eva Duarte de Perón inaugurados en 2010 en el marco de los actos del Año del Bicentenario de la Revolución de Mayo y de la declaración de la citada política como «Mujer del Bicentenario».